# Tomasz Lenart (ur. 1981)
Tomasz Lenart (ur. 6 stycznia 1981 w Głownie) – były polski piłkarz, piłkarz plażowy, reprezentant w piłce nożnej plażowej. Uczestnik Euro Winners Cup w 2015 roku oraz Mistrzostw Świata w piłce nożnej plażowej 2017. Asystent trenera reprezentacji Polski w piłce nożnej plażowej.

## Osiągnięcia
- Mistrzostwa Polski
  - 1. miejsce - 2014, 2017
  - 2. miejsce - 2012, 2016
  - 3. miejsce - 2013, 2019
- Puchar Polski
  - zdobywca - 2014, 2015, 2016, 2017
- Superpuchar Polski
  - zdobywca - 2014, 2017
  - finalista - 2015
- Euro Winners Cup
  - 1/8 finału - 2015